# Joop Wille
Johan George „Joop“ Wille (* 16. September 1920 in Haarlem, Niederlande; † 19. Januar 2009) war ein niederländischer Fußballtorhüter, der für EDO Haarlem und Racing Heemstede sowie einmal in der niederländischen Nationalmannschaft spielte. 

## Vereinskarriere
Wille kam schon als Jugendspieler zum Haarlemer FC EDO, wo er zu einem der besten Torhüter der 1940er und 1950er Jahre reifte. 1948 wechselte er in den südlichen Vorort Heemstede zum Racing Club, damals eine der besseren Adressen im niederländischen Fußball und gerade in die höchste Spielklasse aufgestiegen. Hier verstand sich der Anglistikstudent bestens mit dem englischen Trainer Les Talbot. Mit dem RCH erreichte er 1953 das Entscheidungsspiel um die niederländische Meisterschaft, das die Heemsteder in De Kuip nach Verlängerung mit 2:1 gegen EVV Eindhoven gewannen. Ein Jahr später, zur gleichen Zeit als in den Niederlanden der Profifußball eingeführt wurde, beendete er seine Laufbahn.

## Nationalmannschaft
Wille ist der Spieler mit der kürzesten Gesamtspielzeit in der Nederlands Elftal. Nachdem er bereits in drei Spielen als Ersatztorhüter auf der Bank gesessen hatte, wurde er am 21. April 1940 im Spiel gegen Belgien in der 82. Minute für den am Knie verletzten Adri van Male eingewechselt. Nur eine Minute später fing er sich das zweite Tor der Belgier beim 4:2-Sieg seiner Mannschaft ein. Für das folgende Länderspiel gegen Luxemburg war er als erster Keeper vorgesehen, doch die Chance auf diesen weiteren Einsatz erhielt er nicht, da zwei Tage vor der Partie die Wehrmacht des Deutschen Reiches einmarschierte und die Niederlande besetzte. Der Zweite Weltkrieg verhinderte bis 1946 weitere Spiele Willes und der gesamten Nationalmannschaft; danach war Piet Kraak erste Wahl der KNVB-Auswahlkommission. Mit seinem Neun-Minuten-Einsatz war Wille bis 1966 und erneut seit 1974 der Spieler mit den wenigsten Einsatzminuten in Oranje (dazwischen war es mit Jan Jongbloed ebenfalls ein Torhüter, der allerdings zwölf Jahren nach seinem sechsminütigen Debüt 1962 unter anderem bei der WM 1974 zu weiteren Einsätzen kam.)

## Nach der aktiven Zeit
Nach seiner aktiven Laufbahn war Wille als Schiedsrichter im Amateur- wie im Profibereich tätig. Zu Ende der 1960er musste er aufgrund einer langwierigen Knieverletzung diese Tätigkeit aufgeben, war aber in diversen Funktionen wie als Vorsitzender der Regelkommission beim KNVB tätig. Aufgrund seiner großen Verdienste um den niederländischen Fußball wurde er Ritter des Ordens von Oranien-Nassau sowie 1986 zum Bondsridder des KNVB ernannt.